# Alfa Romeo 115
L'Alfa Romeo 115 era un motore aeronautico a 6 cilindri in linea invertito prodotto dall'azienda Italiana Alfa Romeo Milano tra il 1936 ed il 1956. Derivato dal britannico de Havilland Gipsy Queen, venne prodotto in 1 600 esemplari e destinato a velivoli di piccole dimensioni, come aerei da turismo, da addestramento basico e da ricognizione, di produzione italiana del periodo pre, bellico e post-bellico.

## Versioni

### Alfa Romeo 115
- Potenza erogata 185 CV (136 kW)

#### Velivoli utilizzatori
Italia
- Bestetti BN.1 (prototipo)[1]
- Breda Ba.75 (solo prototipi)
- CANT Z.1012
- Caproni Ca.164
- Caproni Ca.309 Ghibli (versione 115-II)
- Nardi FN.305
- SAI Ambrosini 2S (versione 115-I)
- SAI Ambrosini 3
- Saiman 200

### Alfa Romeo 115bis
- Potenza: 195 CV (145 kW) a 2 250 giri/min

#### Velivoli utilizzatori
Italia
- Fiat G.46-1B[2]
- Fiat G.46-3B e 4B

### Alfa Romeo 115ter
Scheda tecnica
Componenti

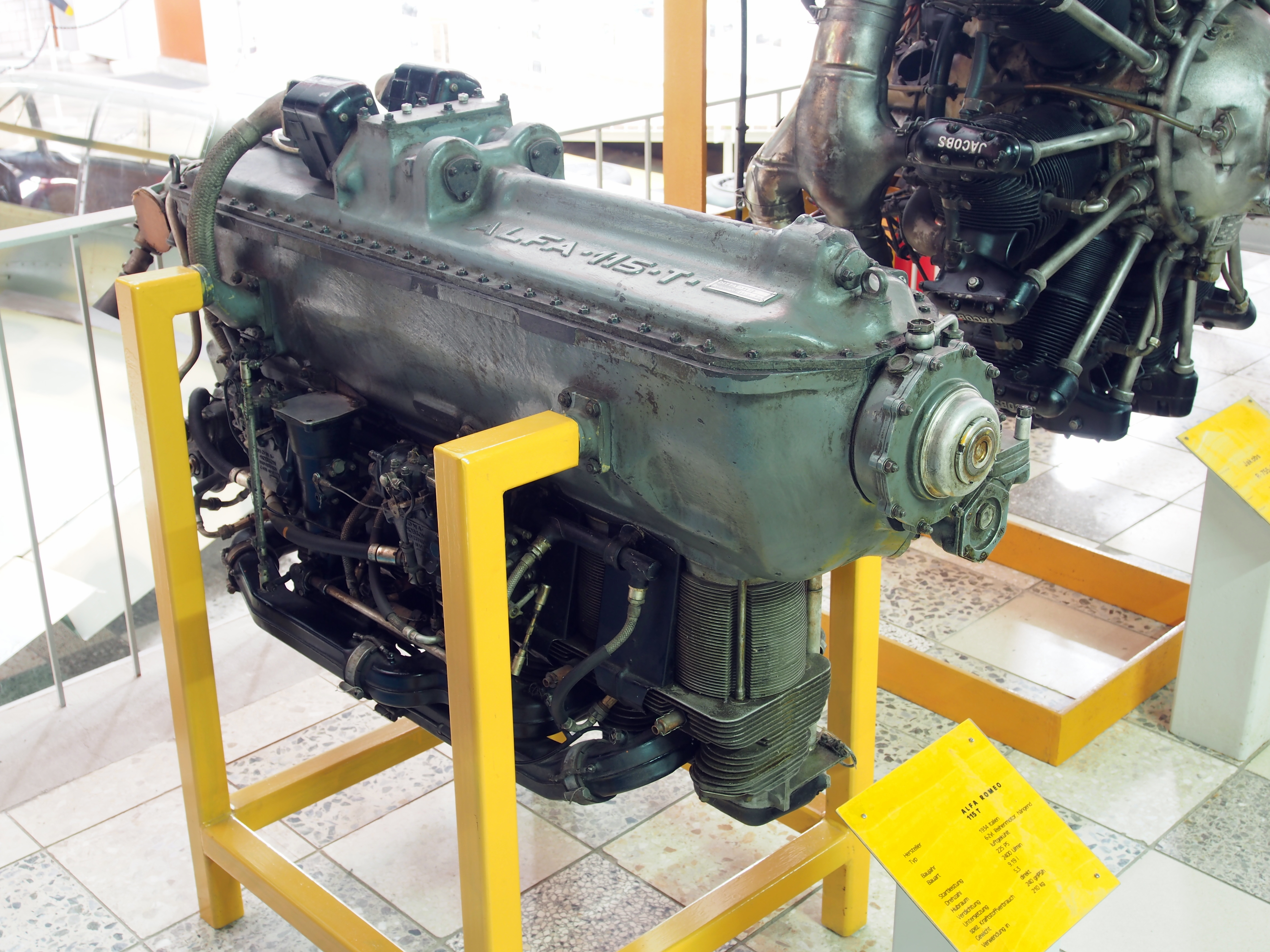
Il 155T esposto al Flugausstellung Hermeskeil di Hermeskeil, Renania-Palatinato, Germania.

- Sistema di alimentazione: 2 carburatori Mona Hobson Al 55E/1
- Carburante: benzina avio etilizzata 87-100 ottani.

Prestazioni
- Potenza: 215 CV (160 kW) a 2 250 giri/min
- Rapporto di compressione: 6,5:1
- Consumo specifico = 230-235 g/CV·h

#### Velivoli utilizzatori
Italia
- Fiat G.46-A, G.46-3A, G.46-4A
- SAI Ambrosini S.7